# Ardeşen
Ardeşen je město, obec a okres provincie Rize na severovýchodě Turecka. V roce 2019 měla obec Ardeşen 29 484 obyvatel a stejnojmenný okres 41 106 obyvatel.

## Okres Ardeşen

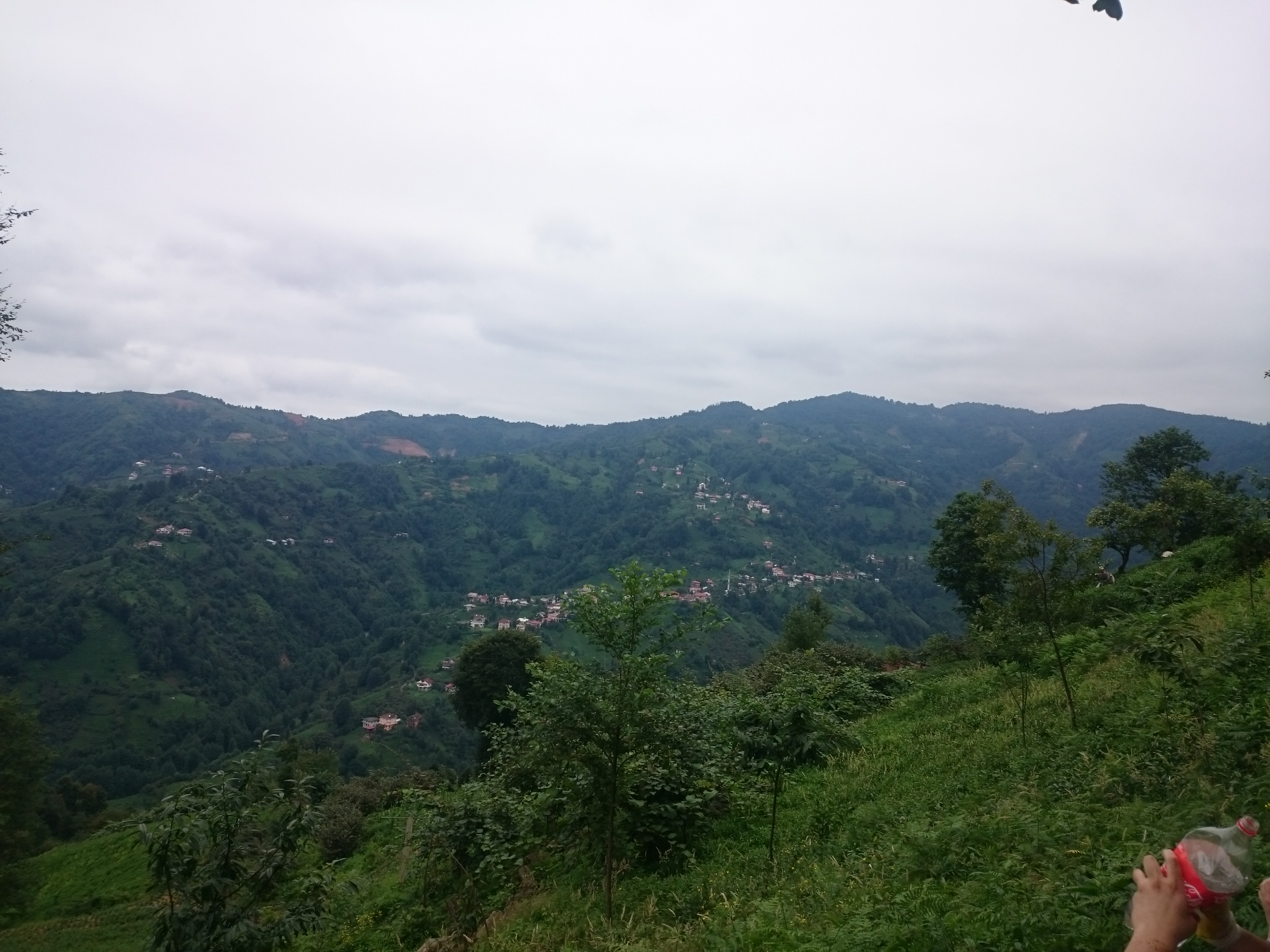
Krajina okresu Ardeşen s typickými čajovými plantážemi

Okres Ardeşen se rozprostírá od pobřeží Černého moře podél spodní části toku řeky Fırtına a jejích přítoků Tunca a Durak. Skládá se ze dvou obcí (Ardeşen a Tunca), 40 vesnic a 30 čtvrtí. Z východu sousedí s okresem Fındıklı, z jihu s okresem Çamlıemşin a provincií Artvin, ze západu s okresem Pazar. Území okresu tvoří k moři se svažující severní úbočí Pontského pohoří v jeho nejvyšší části, pohoří Kaçkar Dağları. Výše v horách, na jihu okresu, převládají smíšené a jehličnaté lesy tvořené smrkem východním, jedlí kavkazskou a bukem východním, a nad nimi alpinské louky nebo porosty pěnišníku. Níže položená, kopcovitá část na severu okresu je poměrně hustě zalidněná a pokrytá čajovými plantážemi. Okres má mírné oceanické klima (Cfb dle Köppenovy klasifikace) s poměrně vysokými úhrny srážek (1925 mm ročně).

Vývoj počtu obyvatel okresu

Populační pyramida okresu za rok 2019

Okres je obýván převážně Lazy, s menšinami Turků a Hemşinů. Dříve zde existující komunity Pontských Řeků a jiné křesťanské komunity byly vyhlazeny a vysídleny v souvislosti s Řeckou genocidou a následnou populační výměnou mezi Řeckem a Tureckem. V posledních letech populace okresu setrvale narůstá.

## Obec Ardeşen

Vývoj počtu obyvatel obce

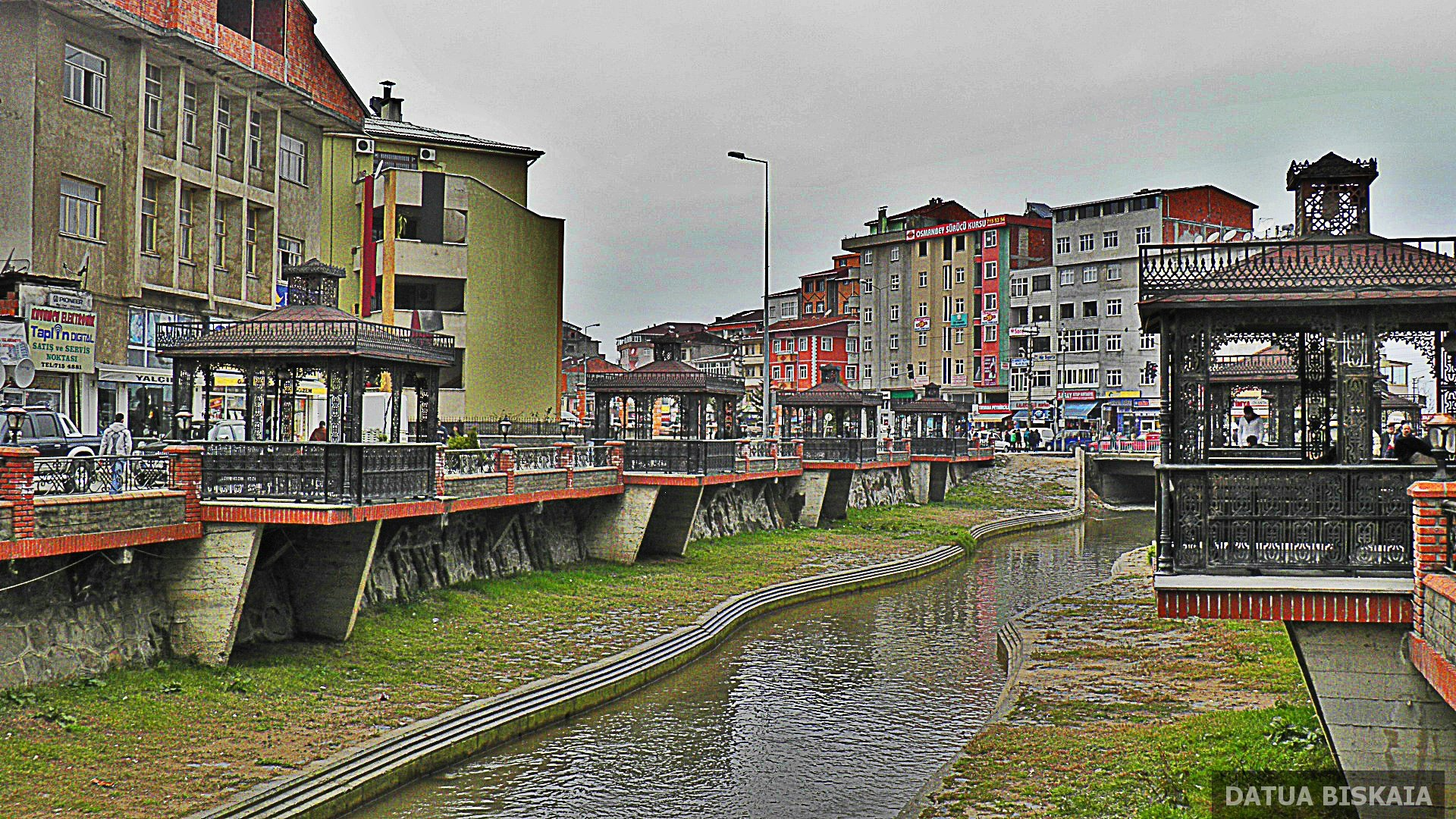
Střed města

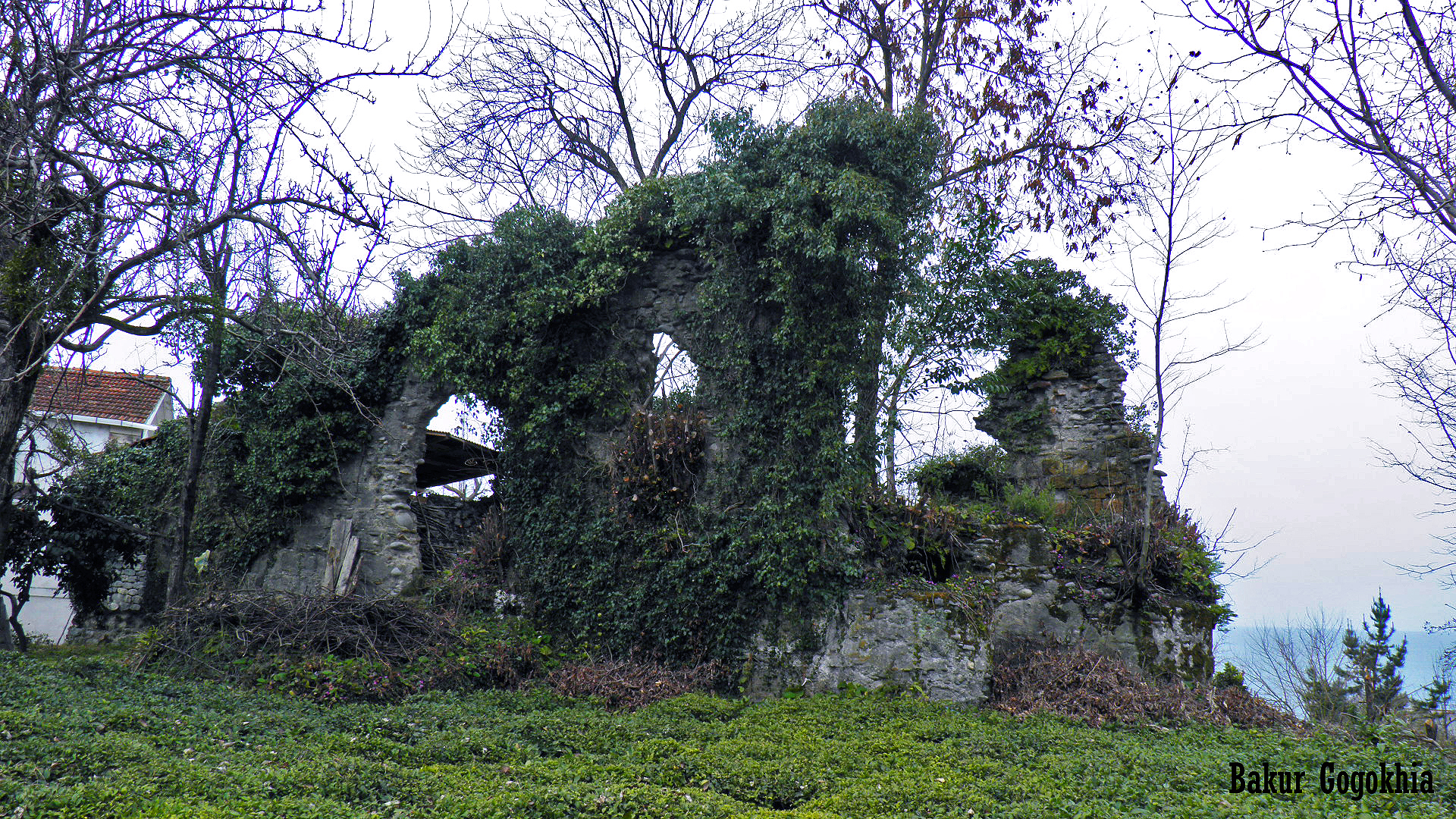
Ruiny gruzínského pravoslavného kostela ve městě

Obec Ardeşen zahrnuje přibližně 70 % obyvatelstva celého okresu. Samotné město je sevřeno mezi mořem a kopci na úzkém pásu plochého pobřeží, na pravém břehu při ústí řeky Fırtına. Městem prochází silnice D.010 (součást evropské silnice E70) kopírující pobřeží Černého moře.